# A Espada do Rei Afonso
A Espada do Rei Afonso é uma obra Infanto-juvenil publicada em 1981 de Alice Vieira. Dedica-se à história do primeiro rei de Portugal, Afonso Henriques.

## Enredo
A história consiste numa viagem do tempo realizada por 3 irmãos, Vasco, Fernando e Mafalda, que vão de 1981 a 1147, quando Lisboa estava sob o comando do rei Afonso Henriques.